# Takuya Tasso
Takuya Tasso (達増拓也, Tasso Takuya) és un polític i diplomàtic japonès, actual governador de la prefectura d'Iwate des del 30 d'abril de 2007. En el passat també va exercir com a membre de la Cambra de Representants del Japó des de 1996 fins a 2007 representant a Iwate. Com a governador d'Iwate, Tasso també ha estat membre de l'Agència per a la Reconstrucció després del terratrèmol i tsunami de Tōhoku de 2011.

## Biografia
Takuya Tasso va nàixer el 10 de juny de 1964 a Morioka, capital de la prefectura d'Iwate. Va cursar els estudis d'educació secundària a Morioka, finalitzant-los el març de 1983 i es graduà a la Facultat de Dret, especialitat política, de la Universitat de Tòquio el març de 1988. Va pertànyer al seminari sobre Teoria dels Processos Polítics d'Osamu Chino i al grup d'estudi d'afers internacionals. Després de graduar-se, Tasso va començar la seua carrera professional treballant al Ministeri d'Afers Exteriors del Japó. Va treballar amb diplomàtics com ara Takeshi Akamatsu, Naohiro Tsutsumi (ambdós ambaixadors al Sudan del Sud) o Futoshi Matsumoto, agregat econòmic a Síria. El març de 1991 va rebre una diplomatura en relacions internacionals per la Universitat Johns Hopkins mentre treballava al ministeri. Després de treballar com a secretari de l'ambaixada japonesa als Estats Units d'Amèrica, va esdevindre segon secretari de l'ambaixada japonesa a Singapur, membre de la Secretaria d'Afers Econòmics del Ministeri d'Afers Exteriors, enviat del ministeri a l'Organització de les Nacions Unides (ONU) i Subsecretari d'Afers Generals del ministeri, càrrec al qual renuncià voluntàriament. Es presentà a les eleccions generals de 1996 pel Partit del Nou Progrés (PNP), sent elegit membre de la Cambra de Representants del Japó. Fou un dels diputats més propers i de confiança de l'aleshores lider del partit, Ichirō Ozawa, formant part del grup conegut com els "Ozawa Children". Va ser conegut per guanyar quatre vegades consecutives a una circumscripció d'Iwate tradicionalment reticent a Ozawa. Durant una sessió a la Cambra de Representants, Tasso va criticar durament a la Ministra d'Afers Exteriors, Makiko Tanaka, per les seues declaracions al Sankei Shimbun.
L'any 2006, intentant seleccionar un candidat per tal de substituir l'aleshores governador d'Iwate Hiroya Masuda del Partit Liberal Democràtic (PLD) i que es retirava, va decidir finalment presentar-se com a candidat a les eleccions a governador del 2007. Inicialment, Tasso s'anava a presentar pel Partit Democràtic (PD), però finalment ho va fer com a candidat independent per a així teixir aliances amb altres partits opositors i atraure als votants del PLD. Tasso va rebre una gran victòria inesperada front a Masuda, guanyant amb més de 450.000 vots amb una participació del 59,7 percent dels vots. A més, el mateix dia, es celebraren les eleccions a l'Assemblea Prefectural d'Iwate, on el PD tenia la intenció d'obtindre la majoria absoluta. No fou així i el PLD amb els seus aliats romangueren sent majoritàris, però el PD fou el partit més votat i amb més escons. Com a governador, Tasso ha revitalitzat la política del govern, retallant el nombre d'assessors externs, nombrosos a l'administració Masuda i ha amillorat les relacions prefecturals amb els municipis. Ha estat també l'únic governador de la regió de Tōhoku en demanar el dret a vot per als residents estrangers, calificant la negativa del govern japonés d'actitud xenòfoba.